# Gassin
Gassin je obec na jihu Francie v departementu Var v regionu Provence-Alpes-Côte d'Azur. Leží na Poloostrově Saint-Tropez na Azurovém pobřeží v těsné blízkosti populárních letovisek Saint-Tropez a Port Grimaud, díky čemuž je vyhledávanou výletní destinací pro rekreanty. Směrem na západ sousedí s obcí Ramatuelle, na jih s La Croix-Valmer a na východ pak s obcí Cogolin. Obec má přibližně 2 700 stálých obyvatel, v letním období zde však bydlí násobně více osob. Pro svou malebnou provensálskou architekturu byla zařazena na seznam Nejkrásnějších vesnic Francie.

## Historie
Gassin byl původně keltsko-ligurským oppidem, které později přešlo pod správu Říma a následně ho až do 10. století drželi Saracéni, kteří také vybudovali zdejší pevnost. Když Gassin získali křesťané, postavili kapli svatého Vavřince (St.-Laurent), a obec se proměnila v křesťanské centrum.

## Přírodní podmínky
Gassin se nachází v bezprostřední blízkosti Středozemního moře, proto se vyznačuje typickým středomořským klimatem. Léta jsou suchá, teplá a převážně slunečná, zimy naopak mírné a deštivější. Místní podnebí je slině ovlivněno sezónním větrem mistrálem.
Zdejší klima přeje typické středomořské vegetaci. Zatímco kopce jsou zalesněny jehličnany (často borovicemi), v údolí se obvykle nachází vinice.

## Charakteristika obce
Hlavní část obce leží na kopci v těsné blízkosti Zálivu Saint-Tropez a je tvořena změtí malebných křivolakých uliček s charakteristickou provensálskou architekturou a množstvím oleandrů, olivovníků či břečťanů. Dominantou obce je římskokatolický kostel Notre-Dame-de-l'Assomption. V jeho blízkosti se nachází terasa s panoramatickými výhledy na Záliv Saint-Tropez i s letovisky Sainte-Maxime a Port Grimaud. Na náměstíčku Place deï Barri se nechází čtyři restaurace, kde se denně stoluje až do pozdních večerních hodin. Je zde také umístěna druhá terasa s výhledy na blízké obce La Croix-Valmer a Cavalaire-sur-Mer a na Hyèrské ostrovy.
Katastrální území Gassinu ovšem zasahuje i k pobřeží Zálivu Saint-Tropez, kde se nachází množství hotelů a kempů. Najdeme zde i lunapak Azur Park, nákupní centrum Géant La Foux s hypermarketem a rychlým občerstvením, Golfový klub Saint-Tropez s hřištěm i ubytováním či vinařství (např. Château Minuty) prodávající především místní růžové víno.

## Osobnosti
- Marie Bonapartová, spisovatelka a psycholožka

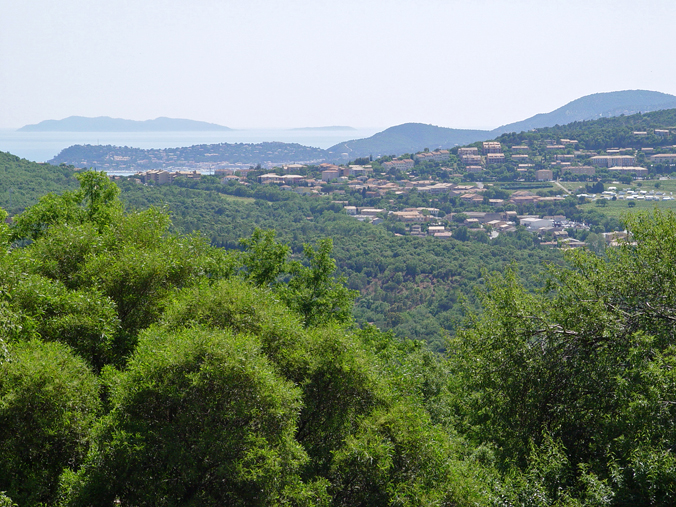
Výhled na Hyerské ostrovy, Cavalaire-sur-Mer (v pozadí) a La-Croix-Valmer (v popředí)

- Emmanuelle Béart, herečka
- David Ginola, fotbalista
- Sarah Biasini, herečka
- Arthur Rinderknech, tenista